# گلگو ۱۳
گلگو ۱۳ (به انگلیسی: Golgo 13) فیلمی به کارگردانی جونیا ساتو محصول سال ۱۳۵۲ و محصول مشترک کشورهای ژاپن و ایران است.

## بازیگران
- کن تاکاکورا
- پوری بنایی (در نقش مأمور همراه قاتل)
- نصرت کریمی (در نقش رئیس باند مخالف)
- ولی شیراندامی
- جلال پیشوائیان (آدم‌های پلید)
- داریوش اسدزاده (مدیر کاباره)
- احمد قدکچیان (رهبر باند مافیای ایرانی)
- ژاله سام (معشوقه رهبر باند ایرانی)
- ساغر